# إسبون هونكا
إسبون هونكا (بالفنلندية: Espoon Honka) كان فريق كرة سلة فنلندي تأسس في سنة 1975 يقع مقره في إسبو. تم حل الفريق في سنة 2011

## الإنجازات
- الدوري الفنلندي لكرة السلة (7):
  - 1974، 1976، 2001، 2002، 2003، 2007، 2008
- كأس فنلندا لكرة السلة (5):
  - 1973، 1974، 1975، 2001، 2009